# Stefano Bargauan
Stefano Bargauan, né en 1954 et mort en juin 2013, est un patineur artistique italien, quintuple champion d'Italie de 1969 à 1973.

## Biographie

### Carrière sportive
Stefano Bargauan est quintuple champion d'Italie de 1969 à 1973.
Il représente son pays à trois championnats d'Europe (1970 à Léningrad, 1971 à Zurich et 1972 à Göteborg) et deux mondiaux (1971 à Lyon et 1972 à Calgary). Il ne participe pas aux Jeux olympiques d'hiver.
Il arrête sa carrière sportive après les championnats nationaux de 1973.

### Reconversion
Stefano Bargauan, avec ses parents arméniens et ses deux frères Michele et Willy, fonde en 1975 la société de production télé milanaise Televisione Commerciali Italiana, qui évolue l'année suivante pour devenir la chaîne de télévision locale TVCI

## Palmarès
| Compétitions principales | 1969 | 1970 | 1971 | 1972 | 1973 |  |  |  |  |  |  |  |  |  |
| Jeux olympiques d'hiver  |      |      |      |      |      |  |  |  |  |  |  |  |  |  |
| Championnats du monde    |      |      | 18e  | 17e  |      |  |  |  |  |  |  |  |  |  |
| Championnats d’Europe    |      | 18e  | 16e  | 13e  |      |  |  |  |  |  |  |  |  |  |
| Championnats d'Italie    | 1er  | 1er  | 1er  | 1er  | 1er  |  |  |  |  |  |  |  |  |  |
|                          |      |      |      |      |      |  |  |  |  |  |  |  |  |  |